# Calixte Batossie Madjoulba
Calixte Batossie Madjoulba, né le 14 octobre 1967 à Aného, est un diplomate et militaire togolais. Bien qu'engagé dans la diplomatie depuis 2004, il devient pour la première fois ambassadeur du Togo  auprès de la France en 2010. Il a depuis été ambassadeur dans plus d'une dizaine de pays européens et en Israël. En septembre 2023, à la faveur d’un remaniement ministériel, il est rappelé pour diriger le ministère de la Sécurité et de la Protection civile, et est reconduit dans ses fonctions en 2024.

## Biographie
Calixte Batossie Madjoulba naît dans une famille de militaires. Son père faisait partie des troupes coloniales. Son frère est un colonel proche de Faure Gnassingbé, assassiné en 2020,.

### Formation
Il étudie d'abord au collège militaire de Tchitchao puis s'engage dans le droit à l'université de Lomé. S'ensuivent un master d'études diplomatiques supérieures et un diplôme de relations internationales approfondies du Centre d'études diplomatiques et stratégiques (CEDS) à Paris.
Parallèlement à ses études diplomatiques, il poursuit un cursus plus militaire. Il est diplômé de l'École d'état-major de Compiègne (officier supérieur), du Centre d'instruction et d'enseignement logistique de Tours (expert en logistique), de l'École supérieure et d'application du matériel de Bourges (chef des services techniques de corps de troupe et manager de maintenance) et de l'École des forces armées de Bouaké (officier d'active).

### Carrière militaire
Madjoulba est officier supérieur dans l'armée togolaise. Durant ses années de service, il occupe plusieurs fonctions à responsabilité auprès des Forces armées togolaises. Il officie également en France et en Côte d'Ivoire.

### Carrière diplomatique
Après s'être détourné du secteur militaire, il entame une carrière diplomatique en 2004. Il endosse alors le rôle de consul général de la mission diplomatique en France en 2004, puis de ministre-conseiller de l'ambassadeur Tchao Sotou Bere en 2006. Quatre ans plus tard, il finit par remplacer Bere. Il rentre en fonctions sous la présidence de Nicolas Sarkozy, après avoir été choisi parmi plusieurs prétendants au poste, parmi lesquels une majorité de membres de l'Union des forces de changement.
À partir de 2010, il devient le premier ambassadeur Togo dans de nombreux pays européens. Après la France (en 2010 et il a été remplacé par le Colonel Ouro-koura Agadazi par un décret présidentiel le 13 février 2025), il est engagé en Grèce sous Károlos Papoúlias (2010), puis en Italie sous Giorgio Napolitano (2011),, au Royaume-Uni sous Elizabeth II (2012, non résident) et au Portugal sous Anibal Cavaco Silva (2012). Deux années s'écoulent ensuite sans changements majeurs avant qu'il ne rejoigne l'ambassade d'Espagne en 2014, puis, quitte celle du Royaume-Uni en 2015, remplacé par Yackoley Kokou Johnson, également ambassadeur dans plusieurs pays européens. Dans le cadre de sa mission diplomatique, il est également amené à devenir ambassadeur à Andorre, ainsi qu'à Monaco et Malte, au cours de l'année 2016.
Le seul pays non européen dont il est l'ambassadeur est Israël depuis 2017 (non résident),.
Les dernières ambassades qu'il ait rejointes sont celles de Chypre et du Monténégro, toutes deux en 2018. Il est par ailleurs, le premier ambassadeur du Togo au Monténégro depuis le début des relations entre les deux pays en 2012
La mission principale de Madjoulba reste toutefois celle en France. C'est sous ce titre qu'il signe la convention multilatérale concernant l'assistance administrative mutuelle en matière fiscale de 2020 et qu'il entre en partenariat avec des ONG. Il est par ailleurs le doyen du groupe des ambassadeurs africains en France,

## Distinctions
- 2025 :  Commandeur de l'ordre du Mono[29]